# Nordmakedoniens herrlandslag i fotboll
Nordmakedoniens herrlandslag i fotboll representerar Nordmakedonien i fotboll för herrar.

## Historik
Makedoniens landslag bildades 1993 och blev medlem i Fifa och Uefa. Innan början av 1990-talet spelade makedonier i det Jugoslaviska landslaget. Den 13 oktober 1993 spelade det sin första match mot Slovenien, borta, där det vann med 4–1. Största segern kom 9 november 1996 mot Liechtenstein (11–1). Under 1995 noterade det sina största förlustsiffror, med 0–5 hemma mot Belgien.

## VM-kval
Makedoniens första kval till VM blev 1998 års kval. Det landade i grupp 8 med Rumänien, Irland, Litauen, Island och Liechtenstein, där det slutade på fjärdeplats före Island och Liechtenstein. Det blev fyra vinster, två mot Liechtenstein och en mot både Island och Irland, båda hemma. Här noterade det sin största seger med 11–1 borta mot Liechtenstein. Efter 1998 var det 2002 års kval som stod på tur. Denna gång tog det emot Sverige, Turkiet, Slovakien, Moldavien och Azerbajdzjan. De stora lagen var Sverige och Turkiet med Slovakien som ett mindre hot. Det blev en seger för Makedonien, 3–0 mot Azerbajdzjan på hemmaplan. Det fick oavgjort mot Moldavien hemma och borta, Azerbajdzjan borta och Turkiet borta. Trots bara en seger slutade det före både Moldavien och Azerbajdzjan.
I 2006 års kval lottades det i samma grupp som Nederländerna, Tjeckien, Rumänien, Finland, Armenien och Andorra. Mot Tjeckien, Rumänien och Finland blev det inga poäng. Mot Nederländerna överraskade det med 2–2 hemma och 0–0 borta. Det slog Armenien i båda mötena. Mot Andorra förlorade det med 0–1 borta och nådde bara 0–0 hemma. Ändå placerade det sig tredje sist igen, före Armenien och Andorra.
I 2010 års kval var Makedonien kanske hittills närmast att kvala in till mästerskapet, men då det förlorade de två sista matcherna mot Skottland och Norge försvann chanserna att kvala in och det slutade på en fjärdeplats. Två vinster skulle ha räckt för att föra det in i slutspelet. 
I kvalspelet till VM 2014 slutade Makedonien sist i sin grupp med sju poäng.
I VM-kvalet 2018 kom det femma före Liechtenstein. Det hamnade i en svår grupp där både Spanien och Italien ingick. Det blev seger i båda matcherna mot Liechtenstein, vinst borta mot Israel, samt oavgjort hemma mot Albanien och borta mot Italien.
I VM-kvalet 2022 kom det för första gången tvåa i sin grupp som innehöll Tyskland, Rumänien, Island, Armenien och Liechtenstein. Man tog andraplatsen bakom ett överlägset Tyskland endast ett poäng före Rumänien vilket ledde dem till play-off. Väl där ställdes man först mot Italien som man överraskande besegrade med 1-0 efter ett sent mål 2 minuter in på tilläggstid. Därefter förlorade man den avgörande kvalmatchen mot Portugal 2-0. Närmare ett VM än så har Nordmakedonien aldrig varit.

## EM-kval
Makedoniens första EM-kval var 1996 års kval där det lyckades någorlunda bra. Det började med 1–1 hemma mot de regerande Europamästarna Danmark. Mot Belgien blev det 1–1 borta. En månad senare efter 1–1 mot Belgien fick det sin första kvalvinst efter 3–0 mot Cypern hemma. I maj 1995 blev det 2–2 mot Armenien borta, och i oktober kom den sista poängen efter 1–1 mot Cypern borta. Det fick lika många poäng som Cypern, men kom före Cypern tack vare bättre målskillnad. Det kom även två poäng före Armenien.
2000 års kval blev ingen stor framgång för Makedonien. Det kom fyra, med enbart Malta efter sig. Sina enda vinster tog det mot just Malta, hemma och borta. Hemma blev det 4–0 och borta 2–1. Det tog även ett poäng mot Kroatien och Irland, båda på hemmaplan. Sammanlagt samlade det ihop 8 poäng.
2004 års kval stod på tur. Denna gång mötte Makedonien England, Turkiet, Slovakien och Liechtenstein. Det blev en liten framgång men det blev ett missnöjt kval i sin helhet. Det spelade 2–2 mot England borta och 1–1 mot Slovakien borta. Den enda vinsten kom genom 3–1 hemma mot Liechtenstein. I returmatchen blev resultatet 1–1. Makedonien fick bara ihop sex poäng och kom enbart före Liechtenstein.
2008 års kval var poängmässigt Makedoniens dittills bästa kval någonsin. Det mötte England, Kroatien, Ryssland, Israel, Estland och Andorra. Mot Ryssland och Israel blev det förluster. Mot England blev det 0–0 borta och 0–1 hemma. Mot Kroatien vann det överraskande med 2–0 på hemmaplan. Mot Estland blev 1–1 hemma och 1–0 borta. Mot Andorra blev det 3–0 både hemma och borta. Det samlade ihop 14 poäng och kom före Estland och Andorra.
2012 års kval blev inte så lyckat, och Makedonien fick nöja sig med en femteplats i gruppen, där det bara lyckades att ta två poäng mot de fyra övre placerade lagen. Mot Andorra lyckades det i alla fall att ta två segrar, fastän det blev målsnåla vinster.
2016 års kval blev det sämsta som Makedonien har genomfört. Det började bra med 3–2-seger mot Luxemburg samt en insats där det var nära att plocka ett poäng mot Vitryssland (1–2). Efter det följde 7 raka förluster mot Slovakien, Spanien, Ukraina och Luxemburg. Sista matchen slutade 0–0 mot Vitryssland. Makedonien hamnade sist i gruppen med enbart fyra poäng.
Den 12 november 2020 vann Nordmakedonien mot Georgien med 1–0 i playoff vilket innebar att de för första gången kvalificerade sig till ett Europamästerskap, EM 2020 som spelades 2021.